# Lars Frölander
Lars Arne Frölander (Boden, 26 de maio de 1974) é um nadador sueco, campeão olímpico dos 100 metros borboleta nos Jogos de Sydney, em 2000.
Fölander competiu em seis edições consecutivas de Jogos Olímpicos (1992, 1996, 2000, 2004, 2008 e 2012). O destaque de sua carreira foi quando ele ganhou o ouro no 100 metros borboleta, em Sydney 2000. Meses antes ele quebrou duas vezes o recorde mundial nos 100 m borboleta masculino em piscina curta, recorde que durou até 2001. Depois de alguns anos difíceis que ele fez um bom regresso no Campeonato Europeu de Piscina Curta em 2005, quando ganhou seu terceiro ouro da competição.